# ليف ديفيس
ليف ديفيس (بالإنجليزية: Leif Davis)‏ هو لاعب كرة قدم بريطاني، ولد في 31 ديسمبر 1999 في نيوكاسل أبون تاين في المملكة المتحدة. لعب مع نادي موركامب.

## وصلات خارجية
- ليف ديفيس على موقع قاعدة بيانات كرة القدم.إي يو (الإنجليزية)
- ليف ديفيس على موقع Soccerbase.com (لاعب) (الإنجليزية)
- ليف ديفيس على موقع Soccerway.com (الإنجليزية)
- ليف ديفيس على موقع عالم كرة القدم.نت (الإنجليزية)